# Portugiesen in der Schweiz
Die Portugiesen in der Schweiz immigrierten vor allem in die Romandie. Portugiesen sind die drittgrösste Einwanderergruppe in der Schweiz, nur von Italienern und Deutschen in der Schweiz übertroffen. Ende Dezember 2015 lebten 268'067 Portugiesen in der Schweiz. Viele Nachkommen portugiesischer Einwanderer haben auch die schweizerische Staatsangehörigkeit angenommen und gehören damit zur Gruppe der sogenannten Secondos.

## Geschichte
In der Zwischenkriegszeit zeigten viele Katholisch-Konservative in der Schweiz Sympathien für das korporatistische Regime Salazar. Der rechtskatholische Freiburger Universitätslehrer Gonzague de Reynold fühlte sich verpflichtet, im Buch Portugal gestern – heute (deutschsprachige Ausgabe Salzburg 1938) den Militärputsch in Portugal von 1926 zu loben. Unter den wenigen Portugiesen, die in den 1960er und 1970er Jahren in die Schweiz kamen, befanden sich politische Exilierte und Pflegepersonal, mit einem Anteil von 4,6 % Akademikern.
Ein Ereignis, das die Einwanderung beeinflusste, war die Nelkenrevolution 1974. Um die Rückkehr des diktatorischen Estado Novo zu verhindern, entstand in Zürich die Aktionsgruppe Portugal, sie mobilisierte z. B. gegen die jährliche Präsenz salazarischer Vertreter am Lausanner Comptoir Suisse und warb nach der Nelkenrevolution für den Kauf portugiesischer Produkte, um die noch bedrohte Demokratie wirtschaftlich zu unterstützen. Vor allem in der Romandie wurden Solidaritätskomitees der portugiesischen Opposition aktiv, so beispielsweise das Mouvement Suisse pour l’Amnistie au Portugal in Lausanne.
Portugal war ein vergleichsweise armes Land, sodass sich ihr Zuzug hauptsächlich in die Romandie und in die Deutschschweizer Tourismusregionen in Folge der Transition (dem Übergang zur Demokratie in Portugal) verstärkte. Mit der Dekolonisierung kamen zugleich rund 1,5 Millionen sogenannte Retornados mehrheitlich aus Mosambik und Angola nach Portugal, was den Auswanderungsdruck erhöhte. Der Ölpreisschock der 1970er Jahre schwächte zudem die Aufnahmefähigkeit des französischen Arbeitsmarktes. Weil der faschistische Estado Novo nur drei Jahre Schulpflicht für Mädchen und vier Jahre für Jungen vorsah, die erst 1964 in Teilen des Landes (ab 1979 in ganz Portugal) auf sechs Jahre erhöht wurden, besassen die meisten nur eine Primarschulausbildung. Mit dem EG-Beitritt Portugals 1986 wuchs die Zahl der Auswanderer in die Schweiz stark. 
So lebten beispielsweise im Jahr 2000 im Westschweizer Kanton Neuenburg 9134 Portugiesen. Auch die mittlerweile überwundene Wirtschaftskrise seit 2009 beschleunigte die Auswanderung in die Schweiz. Die Zahl stieg am Beispiel des Kantons Neuenburg bis Ende 2013 auf 13'511 Personen. 
Viele Portugiesen in der Schweiz kehren inzwischen jedoch nach Portugal zurück. Die verbesserten Zukunftsaussichten in Portugal und die steigenden Lebenshaltungskosten in der Schweiz, die kaum noch Ersparnisse übrig lassen, gelten als Gründe dafür. Zudem fördert Portugal die Rückkehr von ausgebildeten Portugiesen seit 2019 mit dem Programm Regressar.
La Chaux-de-Fonds zeigte 2017 den Portugiesen mit der Benennung des Jardin de la Saudade ihre Dankbarkeit.

## Vereinigungen
Neben den beiden nationalen Vereinigungen Federação das Associações Portuguesas na Suíça (Faps) und Federação Portuguesa de Folclore e Etnografia na Suiça (Fpfes) existiert eine regionale Vereinigung im Wallis, die União das Associações Portuguesas do Valais, sowie viele politische und kommerzielle Organisationen, Kultur- und Freizeitorganisationen, folkloristische Kulturorganisationen, religiöse und soziale Organisationen, Jugendorganisationen und bildungsorientierte Organisationen und Sportorganisationen.
Portugiesische Medien in der Schweiz sind:
- die Zeitungen Gazeta Lusófona (Luzern), Luso Helvético (Bussigny), das Jornal «O Portucalense» (Bôle);
- die Zeitschriften Luso Anuário (Thônex), der Guia Info Shop Portugal (Engelberg), das Pessoas Magazine (Genf), Selectiva (Genf);
- die Radiosender Hora Lusitana (Radio Cité) (Genf), Rádio Arremesso (Carouge), Nozes e Vozes (Radio Zones) (Genf) und Radio Camoes (Luins).